# テネシー州の都市圏の一覧
本項目はテネシー州の都市圏の一覧（テネシーしゅうのとしけんのいちらん）である。
アメリカ合衆国国勢調査局は、テネシー州に合同統計地域（CSA/広域都市圏）7ヶ所、大都市統計地域（MSA/都市圏）10ヶ所、および小都市統計地域（μSA/小都市圏）17ヶ所を定義している。下表には、左列より以下の情報を示す。
- 合同統計地域（定義されている場合）の名称
- 合同統計地域の人口
- コアベース統計地域（大都市統計地域および小都市統計地域）の名称
- コアベース統計地域の人口
- 各統計地域に含まれる郡の名称
- 各統計地域に含まれる郡の人口

なお、下表においては、テネシー州と他州にまたがる合同統計地域およびコアベース統計地域については、名称と統計地域の総人口を青緑色で、テネシー州内の人口を黒色でそれぞれ示す。また、他州のコアベース統計地域および郡については、その名称と人口を緑色でそれぞれ示す。
下表における人口の数値はすべて2020年に行われた国勢調査時のものである。また、合同統計地域、コアベース統計地域（大都市統計地域・小都市統計地域）のいずれも、2023年7月21日時点での定義に従う。

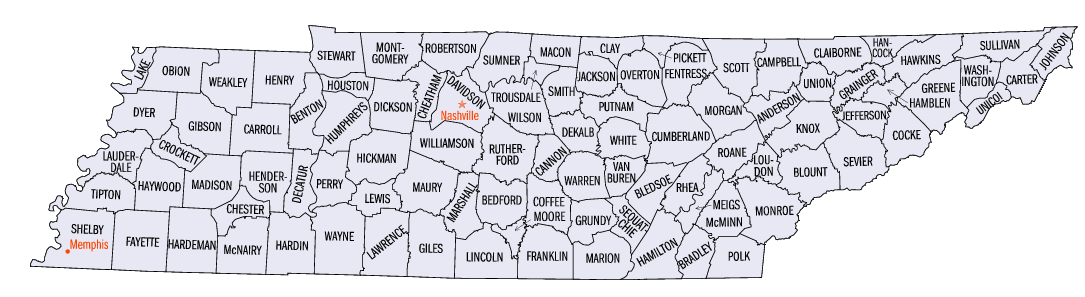
テネシー州の95郡を示す地図

| 合同統計地域                                             | 人口                | コアベース統計地域                                                 | 人口                | 郡                               | 人口    |
| -------------------------------------------------------- | ------------------- | ------------------------------------------------------------------ | ------------------- | -------------------------------- | ------- |
| ナッシュビル・デイビッドソン・マーフリーズボロ広域都市圏 | 2,250,282           | ナッシュビル・デイビッドソン・マーフリーズボロ・フランクリン都市圏 | 2,014,444           | デイビッドソン郡                 | 715,884 |
| ナッシュビル・デイビッドソン・マーフリーズボロ広域都市圏 | 2,250,282           | ナッシュビル・デイビッドソン・マーフリーズボロ・フランクリン都市圏 | 2,014,444           | ラザフォード郡                   | 341,486 |
| ナッシュビル・デイビッドソン・マーフリーズボロ広域都市圏 | 2,250,282           | ナッシュビル・デイビッドソン・マーフリーズボロ・フランクリン都市圏 | 2,014,444           | ウィリアムソン郡                 | 247,726 |
| ナッシュビル・デイビッドソン・マーフリーズボロ広域都市圏 | 2,250,282           | ナッシュビル・デイビッドソン・マーフリーズボロ・フランクリン都市圏 | 2,014,444           | サムナー郡                       | 196,281 |
| ナッシュビル・デイビッドソン・マーフリーズボロ広域都市圏 | 2,250,282           | ナッシュビル・デイビッドソン・マーフリーズボロ・フランクリン都市圏 | 2,014,444           | ウィルソン郡                     | 147,737 |
| ナッシュビル・デイビッドソン・マーフリーズボロ広域都市圏 | 2,250,282           | ナッシュビル・デイビッドソン・マーフリーズボロ・フランクリン都市圏 | 2,014,444           | モーリー郡                       | 100,974 |
| ナッシュビル・デイビッドソン・マーフリーズボロ広域都市圏 | 2,250,282           | ナッシュビル・デイビッドソン・マーフリーズボロ・フランクリン都市圏 | 2,014,444           | ロバートソン郡                   | 72,803  |
| ナッシュビル・デイビッドソン・マーフリーズボロ広域都市圏 | 2,250,282           | ナッシュビル・デイビッドソン・マーフリーズボロ・フランクリン都市圏 | 2,014,444           | ディクソン郡                     | 54,315  |
| ナッシュビル・デイビッドソン・マーフリーズボロ広域都市圏 | 2,250,282           | ナッシュビル・デイビッドソン・マーフリーズボロ・フランクリン都市圏 | 2,014,444           | チーザム郡                       | 41,072  |
| ナッシュビル・デイビッドソン・マーフリーズボロ広域都市圏 | 2,250,282           | ナッシュビル・デイビッドソン・マーフリーズボロ・フランクリン都市圏 | 2,014,444           | メーコン郡                       | 25,216  |
| ナッシュビル・デイビッドソン・マーフリーズボロ広域都市圏 | 2,250,282           | ナッシュビル・デイビッドソン・マーフリーズボロ・フランクリン都市圏 | 2,014,444           | ヒックマン郡                     | 24,925  |
| ナッシュビル・デイビッドソン・マーフリーズボロ広域都市圏 | 2,250,282           | ナッシュビル・デイビッドソン・マーフリーズボロ・フランクリン都市圏 | 2,014,444           | スミス郡                         | 19,904  |
| ナッシュビル・デイビッドソン・マーフリーズボロ広域都市圏 | 2,250,282           | ナッシュビル・デイビッドソン・マーフリーズボロ・フランクリン都市圏 | 2,014,444           | キャノン郡                       | 14,506  |
| ナッシュビル・デイビッドソン・マーフリーズボロ広域都市圏 | 2,250,282           | ナッシュビル・デイビッドソン・マーフリーズボロ・フランクリン都市圏 | 2,014,444           | トラウスデール郡                 | 11,615  |
| ナッシュビル・デイビッドソン・マーフリーズボロ広域都市圏 | 2,250,282           | タラホーマ・マンチェスター小都市圏                                 | 64,350              | コーフィ郡                       | 57,889  |
| ナッシュビル・デイビッドソン・マーフリーズボロ広域都市圏 | 2,250,282           | タラホーマ・マンチェスター小都市圏                                 | 64,350              | ムーア郡                         | 6,461   |
| ナッシュビル・デイビッドソン・マーフリーズボロ広域都市圏 | 2,250,282           | シェルビービル小都市圏                                             | 50,237              | ベッドフォード郡                 | 50,237  |
| ナッシュビル・デイビッドソン・マーフリーズボロ広域都市圏 | 2,250,282           | ローレンスバーグ小都市圏                                           | 44,159              | ローレンス郡                     | 44,159  |
| ナッシュビル・デイビッドソン・マーフリーズボロ広域都市圏 | 2,250,282           | ウィンチェスター小都市圏                                           | 42,774              | フランクリン郡                   | 42,774  |
| ナッシュビル・デイビッドソン・マーフリーズボロ広域都市圏 | 2,250,282           | ルイスバーグ小都市圏                                               | 34,318              | マーシャル郡                     | 34,318  |
| ノックスビル・モリスタウン・セビアビル広域都市圏         | 1,156,861           | ノックスビル都市圏                                                 | 903,300             | ノックス郡                       | 478,971 |
| ノックスビル・モリスタウン・セビアビル広域都市圏         | 1,156,861           | ノックスビル都市圏                                                 | 903,300             | ブラウント郡                     | 135,280 |
| ノックスビル・モリスタウン・セビアビル広域都市圏         | 1,156,861           | ノックスビル都市圏                                                 | 903,300             | アンダーソン郡                   | 77,123  |
| ノックスビル・モリスタウン・セビアビル広域都市圏         | 1,156,861           | ノックスビル都市圏                                                 | 903,300             | ラウドン郡                       | 54,886  |
| ノックスビル・モリスタウン・セビアビル広域都市圏         | 1,156,861           | ノックスビル都市圏                                                 | 903,300             | ローン郡                         | 53,404  |
| ノックスビル・モリスタウン・セビアビル広域都市圏         | 1,156,861           | ノックスビル都市圏                                                 | 903,300             | キャンベル郡                     | 39,272  |
| ノックスビル・モリスタウン・セビアビル広域都市圏         | 1,156,861           | ノックスビル都市圏                                                 | 903,300             | グレンジャー郡                   | 23,527  |
| ノックスビル・モリスタウン・セビアビル広域都市圏         | 1,156,861           | ノックスビル都市圏                                                 | 903,300             | モーガン郡                       | 21,035  |
| ノックスビル・モリスタウン・セビアビル広域都市圏         | 1,156,861           | ノックスビル都市圏                                                 | 903,300             | ユニオン郡                       | 19,802  |
| ノックスビル・モリスタウン・セビアビル広域都市圏         | 1,156,861           | モリスタウン都市圏                                                 | 119,182             | ハンブレン郡                     | 64,499  |
| ノックスビル・モリスタウン・セビアビル広域都市圏         | 1,156,861           | モリスタウン都市圏                                                 | 119,182             | ジェファーソン郡                 | 54,683  |
| ノックスビル・モリスタウン・セビアビル広域都市圏         | 1,156,861           | セビアビル小都市圏                                                 | 98,380              | セビア郡                         | 98,380  |
| ノックスビル・モリスタウン・セビアビル広域都市圏         | 1,156,861           | ニューポート小都市圏                                               | 35,999              | コック郡                         | 35,999  |
| メンフィス・クラークスデール・フォレストシティ広域都市圏 | 1,389,905 1,032,704 | メンフィス都市圏                                                   | 1,345,425 1,032,704 | シェルビー郡                     | 929,744 |
| メンフィス・クラークスデール・フォレストシティ広域都市圏 | 1,389,905 1,032,704 | メンフィス都市圏                                                   | 1,345,425 1,032,704 | ミシシッピ州デソト郡             | 185,314 |
| メンフィス・クラークスデール・フォレストシティ広域都市圏 | 1,389,905 1,032,704 | メンフィス都市圏                                                   | 1,345,425 1,032,704 | ティプトン郡                     | 60,970  |
| メンフィス・クラークスデール・フォレストシティ広域都市圏 | 1,389,905 1,032,704 | メンフィス都市圏                                                   | 1,345,425 1,032,704 | アーカンソー州クリッテンデン郡   | 48,163  |
| メンフィス・クラークスデール・フォレストシティ広域都市圏 | 1,389,905 1,032,704 | メンフィス都市圏                                                   | 1,345,425 1,032,704 | ファイエット郡                   | 41,990  |
| メンフィス・クラークスデール・フォレストシティ広域都市圏 | 1,389,905 1,032,704 | メンフィス都市圏                                                   | 1,345,425 1,032,704 | ミシシッピ州マーシャル郡         | 33,752  |
| メンフィス・クラークスデール・フォレストシティ広域都市圏 | 1,389,905 1,032,704 | メンフィス都市圏                                                   | 1,345,425 1,032,704 | ミシシッピ州テイト郡             | 28,064  |
| メンフィス・クラークスデール・フォレストシティ広域都市圏 | 1,389,905 1,032,704 | メンフィス都市圏                                                   | 1,345,425 1,032,704 | ミシシッピ州トゥニカ郡           | 9,782   |
| メンフィス・クラークスデール・フォレストシティ広域都市圏 | 1,389,905 1,032,704 | メンフィス都市圏                                                   | 1,345,425 1,032,704 | ミシシッピ州ベントン郡           | 7,646   |
| メンフィス・クラークスデール・フォレストシティ広域都市圏 | 1,389,905 1,032,704 | フォレストシティ小都市圏                                           | 23,090              | アーカンソー州セントフランシス郡 | 23,090  |
| メンフィス・クラークスデール・フォレストシティ広域都市圏 | 1,389,905 1,032,704 | クラークスデール小都市圏                                           | 21,390              | ミシシッピ州コアホマ郡           | 21,390  |
| チャタヌーガ・クリーブランド・ダルトン広域都市圏         | 975,226 603,068     | チャタヌーガ都市圏                                                 | 562,647 410,870     | ハミルトン郡                     | 366,207 |
| チャタヌーガ・クリーブランド・ダルトン広域都市圏         | 975,226 603,068     | チャタヌーガ都市圏                                                 | 562,647 410,870     | ジョージア州カトーサ郡           | 67,872  |
| チャタヌーガ・クリーブランド・ダルトン広域都市圏         | 975,226 603,068     | チャタヌーガ都市圏                                                 | 562,647 410,870     | ジョージア州ウォーカー郡         | 67,654  |
| チャタヌーガ・クリーブランド・ダルトン広域都市圏         | 975,226 603,068     | チャタヌーガ都市圏                                                 | 562,647 410,870     | マリオン郡                       | 28,837  |
| チャタヌーガ・クリーブランド・ダルトン広域都市圏         | 975,226 603,068     | チャタヌーガ都市圏                                                 | 562,647 410,870     | ジョージア州デイド郡             | 16,251  |
| チャタヌーガ・クリーブランド・ダルトン広域都市圏         | 975,226 603,068     | チャタヌーガ都市圏                                                 | 562,647 410,870     | シクアッチー郡                   | 15,826  |
| チャタヌーガ・クリーブランド・ダルトン広域都市圏         | 975,226 603,068     | ダルトン都市圏                                                     | 142,837             | ジョージア州ウィットフィールド郡 | 102,864 |
| チャタヌーガ・クリーブランド・ダルトン広域都市圏         | 975,226 603,068     | ダルトン都市圏                                                     | 142,837             | ジョージア州マレー郡             | 39,973  |
| チャタヌーガ・クリーブランド・ダルトン広域都市圏         | 975,226 603,068     | クリーブランド都市圏                                               | 126,164             | ブラッドリー郡                   | 108,620 |
| チャタヌーガ・クリーブランド・ダルトン広域都市圏         | 975,226 603,068     | クリーブランド都市圏                                               | 126,164             | ポーク郡                         | 17,544  |
| チャタヌーガ・クリーブランド・ダルトン広域都市圏         | 975,226 603,068     | アセンズ小都市圏                                                   | 66,034              | マクミン郡                       | 53,276  |
| チャタヌーガ・クリーブランド・ダルトン広域都市圏         | 975,226 603,068     | アセンズ小都市圏                                                   | 66,034              | メグズ郡                         | 12,758  |
| チャタヌーガ・クリーブランド・ダルトン広域都市圏         | 975,226 603,068     | スコッツボロ小都市圏                                               | 52,579              | アラバマ州ジャクソン郡           | 52,579  |
| チャタヌーガ・クリーブランド・ダルトン広域都市圏         | 975,226 603,068     | サマービル小都市圏                                                 | 24,965              | ジョージア州チャトゥーガ郡       | 24,965  |
| ジョンソンシティ・キングスポート・ブリストル広域都市圏   | 585,051 492,321     | キングスポート・ブリストル都市圏                                   | 307,614 214,884     | サリバン郡                       | 158,163 |
| ジョンソンシティ・キングスポート・ブリストル広域都市圏   | 585,051 492,321     | キングスポート・ブリストル都市圏                                   | 307,614 214,884     | ホーキンス郡                     | 56,721  |
| ジョンソンシティ・キングスポート・ブリストル広域都市圏   | 585,051 492,321     | キングスポート・ブリストル都市圏                                   | 307,614 214,884     | バージニア州ワシントン郡         | 53,935  |
| ジョンソンシティ・キングスポート・ブリストル広域都市圏   | 585,051 492,321     | キングスポート・ブリストル都市圏                                   | 307,614 214,884     | バージニア州スコット郡           | 21,576  |
| ジョンソンシティ・キングスポート・ブリストル広域都市圏   | 585,051 492,321     | キングスポート・ブリストル都市圏                                   | 307,614 214,884     | バージニア州ブリストル市         | 17,219  |
| ジョンソンシティ・キングスポート・ブリストル広域都市圏   | 585,051 492,321     | ジョンソンシティ都市圏                                             | 207,285             | ワシントン郡                     | 133,001 |
| ジョンソンシティ・キングスポート・ブリストル広域都市圏   | 585,051 492,321     | ジョンソンシティ都市圏                                             | 207,285             | カーター郡                       | 56,356  |
| ジョンソンシティ・キングスポート・ブリストル広域都市圏   | 585,051 492,321     | ジョンソンシティ都市圏                                             | 207,285             | ユニコイ郡                       | 17,928  |
| ジョンソンシティ・キングスポート・ブリストル広域都市圏   | 585,051 492,321     | グリーンビル小都市圏                                               | 70,152              | グリーン郡                       | 70,152  |
|                                                          |                     | クラークスビル都市圏                                               | 320,535 233,726     | モントゴメリー郡                 | 220,069 |
| ケンタッキー州クリスチャン郡                             | 72,748              | クラークスビル都市圏                                               | 320,535 233,726     |                                  |         |
| ケンタッキー州トリッグ郡                                 | 14,061              | クラークスビル都市圏                                               | 320,535 233,726     |                                  |         |
| スチュアート郡                                           | 13,657              | クラークスビル都市圏                                               | 320,535 233,726     |                                  |         |
|                                                          |                     | ジャクソン都市圏                                                   | 180,504             | マディソン郡                     | 98,823  |
| ギブソン郡                                               | 50,429              | ジャクソン都市圏                                                   | 180,504             |                                  |         |
| チェスター郡                                             | 17,341              | ジャクソン都市圏                                                   | 180,504             |                                  |         |
| クロケット郡                                             | 13,911              | ジャクソン都市圏                                                   | 180,504             |                                  |         |
|                                                          |                     | クックビル小都市圏                                                 | 141,333             | パットナム郡                     | 79,854  |
| ホワイト郡                                               | 27,351              | クックビル小都市圏                                                 | 141,333             |                                  |         |
| オーバートン郡                                           | 22,511              | クックビル小都市圏                                                 | 141,333             |                                  |         |
| ジャクソン郡                                             | 11,617              | クックビル小都市圏                                                 | 141,333             |                                  |         |
| マーティン・ユニオンシティ広域都市圏                     | 63,689              | マーティン小都市圏                                                 | 32,902              | ウィークリー郡                   | 32,902  |
| マーティン・ユニオンシティ広域都市圏                     | 63,689              | ユニオンシティ小都市圏                                             | 30,787              | オビオン郡                       | 30,787  |
|                                                          |                     | クロスビル小都市圏                                                 | 61,145              | カンバーランド郡                 | 61,145  |
|                                                          |                     | マクミンビル小都市圏                                               | 40,953              | ウォーレン郡                     | 40,953  |
|                                                          |                     | ダイアーズバーグ小都市圏                                           | 36,801              | ダイアー郡                       | 36,801  |
| ハンツビル・ディケーター・アルバートビル広域都市圏       | 852,756 35,319      | ハンツビル都市圏                                                   | 491,723             | アラバマ州マディソン郡           | 388,153 |
| ハンツビル・ディケーター・アルバートビル広域都市圏       | 852,756 35,319      | ハンツビル都市圏                                                   | 491,723             | アラバマ州ライムストーン郡       | 103,570 |
| ハンツビル・ディケーター・アルバートビル広域都市圏       | 852,756 35,319      | ディケーター都市圏                                                 | 156,494             | アラバマ州モーガン郡             | 123,421 |
| ハンツビル・ディケーター・アルバートビル広域都市圏       | 852,756 35,319      | ディケーター都市圏                                                 | 156,494             | アラバマ州ローレンス郡           | 33,073  |
| ハンツビル・ディケーター・アルバートビル広域都市圏       | 852,756 35,319      | アルバートビル小都市圏                                             | 97,612              | アラバマ州マーシャル郡           | 97,612  |
| ハンツビル・ディケーター・アルバートビル広域都市圏       | 852,756 35,319      | フォートペイン小都市圏                                             | 71,608              | アラバマ州ディカーブ郡           | 71,608  |
| ハンツビル・ディケーター・アルバートビル広域都市圏       | 852,756 35,319      | ファイエットビル小都市圏                                           | 35,319              | リンカーン郡                     | 35,319  |
|                                                          |                     | パリス小都市圏                                                     | 32,199              | ヘンリー郡                       | 32,199  |
| （設定無し）                                             | （設定無し）        | （設定無し）                                                       | （設定無し）        | モンロー郡                       | 46,250  |
| （設定無し）                                             | （設定無し）        | （設定無し）                                                       | （設定無し）        | レイ郡                           | 32,870  |
| （設定無し）                                             | （設定無し）        | （設定無し）                                                       | （設定無し）        | クレイボーン郡                   | 32,043  |
| （設定無し）                                             | （設定無し）        | （設定無し）                                                       | （設定無し）        | ジャイルズ郡                     | 30,346  |
| （設定無し）                                             | （設定無し）        | （設定無し）                                                       | （設定無し）        | キャロル郡                       | 28,440  |
| （設定無し）                                             | （設定無し）        | （設定無し）                                                       | （設定無し）        | ヘンダーソン郡                   | 27,842  |
| （設定無し）                                             | （設定無し）        | （設定無し）                                                       | （設定無し）        | ハーディン郡                     | 26,831  |
| （設定無し）                                             | （設定無し）        | （設定無し）                                                       | （設定無し）        | マクネアリー郡                   | 25,866  |
| （設定無し）                                             | （設定無し）        | （設定無し）                                                       | （設定無し）        | ハードマン郡                     | 25,462  |
| （設定無し）                                             | （設定無し）        | （設定無し）                                                       | （設定無し）        | ローダーデール郡                 | 25,143  |
| （設定無し）                                             | （設定無し）        | （設定無し）                                                       | （設定無し）        | スコット郡                       | 21,850  |
| （設定無し）                                             | （設定無し）        | （設定無し）                                                       | （設定無し）        | ディカーブ郡                     | 20,080  |
| （設定無し）                                             | （設定無し）        | （設定無し）                                                       | （設定無し）        | ハンフリーズ郡                   | 18,990  |
| （設定無し）                                             | （設定無し）        | （設定無し）                                                       | （設定無し）        | フェントレス郡                   | 18,489  |
| （設定無し）                                             | （設定無し）        | （設定無し）                                                       | （設定無し）        | ジョンソン郡                     | 17,948  |
| （設定無し）                                             | （設定無し）        | （設定無し）                                                       | （設定無し）        | ヘイウッド郡                     | 17,864  |
| （設定無し）                                             | （設定無し）        | （設定無し）                                                       | （設定無し）        | ウェイン郡                       | 16,232  |
| （設定無し）                                             | （設定無し）        | （設定無し）                                                       | （設定無し）        | ベントン郡                       | 15,864  |
| （設定無し）                                             | （設定無し）        | （設定無し）                                                       | （設定無し）        | ブレッドソー郡                   | 14,913  |
| （設定無し）                                             | （設定無し）        | （設定無し）                                                       | （設定無し）        | グランディ郡                     | 13,529  |
| （設定無し）                                             | （設定無し）        | （設定無し）                                                       | （設定無し）        | ルイス郡                         | 12,582  |
| （設定無し）                                             | （設定無し）        | （設定無し）                                                       | （設定無し）        | ディケーター郡                   | 11,435  |
| （設定無し）                                             | （設定無し）        | （設定無し）                                                       | （設定無し）        | ペリー郡                         | 8,366   |
| （設定無し）                                             | （設定無し）        | （設定無し）                                                       | （設定無し）        | ヒューストン郡                   | 8,283   |
| （設定無し）                                             | （設定無し）        | （設定無し）                                                       | （設定無し）        | クレイ郡                         | 7,581   |
| （設定無し）                                             | （設定無し）        | （設定無し）                                                       | （設定無し）        | レイク郡                         | 7,005   |
| （設定無し）                                             | （設定無し）        | （設定無し）                                                       | （設定無し）        | ハンコック郡                     | 6,662   |
| （設定無し）                                             | （設定無し）        | （設定無し）                                                       | （設定無し）        | バンビューレン郡                 | 6,168   |
| （設定無し）                                             | （設定無し）        | （設定無し）                                                       | （設定無し）        | ピケット郡                       | 5,001   |

## 註
1. ↑  QuickFacts. U.S. Census Bureau. 2020年.
2. ↑  OMB Bulletin No. 23-01, Revised Delineations of Metropolitan Statistical Areas, Micropolitan Statistical Areas, and Combined Statistical Areas, and Guidance on Uses of the Delineations of These Areas. Office of Management and Budget. 2023年7月21日.